# 52982 Marieclaire
52982 Marieclaire è un asteroide della fascia principale. Scoperto nel 1998, presenta un'orbita caratterizzata da un semiasse maggiore pari a 2,376607 UA e da un'eccentricità di 0,246953, inclinata di 6,675191° rispetto all'eclittica. Ha un diametro di 4,158 km.